# Big Lurch
Big Lurch, pseudonimo di Antron Singleton (New York, 15 settembre 1976), è un rapper e criminale statunitense, condannato all'ergastolo per l'omicidio della ventunenne Tynisha Ysais e per aver poi mangiato parti del suo corpo sotto l'effetto del PCP nell'aprile 2002.

## Biografia
Iniziò a farsi conoscere come rapper alla fine degli anni novanta; quando venne notato dal produttore Rick Rock, si recò a Oakland per registrare un album che però fu un insuccesso. Nel corso della sua carriera musicale, Singleton ha lavorato con alcuni artisti della Bay Area come Too $hort, Mac Dre, RBL Posse, C-Bo, E-40 ed altri.
Nel 2004 la Black Market Records pubblicò un suo album solista, It's All Bad.
Omicidio di Tynisha Ysais
A causa di un incidente stradale occorsogli il 16 settembre 2000, per lenire il dolore cronico che il trauma gli causava, iniziò a far uso di PCP il quale, però, ad alte dosi può indurre psicosi e schizofrenia temporanea che può portare anche a compiere crimini. Il 10 aprile 2002 dopo aver ucciso, sotto l'effetto del PCP, una ragazza, Tynisha Ysais nell'appartamento di lei, venne ritrovato per strada, nudo e sporco di sangue; Il suo ragazzo, Thomas Moore, testimoniò che lui e Singleton avevano trascorso la sera precedente fumando PCP. La vittima fu trovata dall'amica Alisa Allen. Il suo petto era stato squartato e una lama da tre pollici le fu trovata conficcata nella scapola. C'erano segni di morsi nel collo, sulla faccia e nei polmoni, strappati fuori dal corpo. Testimoni oculari giurarono che quando Singleton fu portato via dalla polizia era nudo al centro della strada e coperto di sangue. Un esame medico fatto poco dopo la sua cattura ritrovò carne umana nel suo stomaco non appartenente a lui. Venne accusato di omicidio e rissa aggravata a giugno 2003 e si dichiarò non colpevole per insanità mentale al tempo dell'omicidio e affermò di non ricordare nulla del gesto. Il 7 novembre 2003 fu condannato all'ergastolo in quanto l'intossicazione da PCP non venne riconosciuta come causa della temporanea follia.

## Discografia
Album in studio
- 2004 - It's All Bad.

## Filmografia
- Rhyme and Punishment (2011)